# Collegio uninominale Lombardia - 05 (2020)
Il collegio elettorale uninominale Lombardia - 05 è un collegio elettorale uninominale della Repubblica Italiana per l'elezione del Senato della Repubblica.

## Territorio
Come previsto dalla legge n. 51 del 27 maggio 2019, il collegio è stato definito tramite decreto legislativo all'interno della circoscrizione Lombardia.
È formato dal territorio di 87 comuni della città metropolitana di Milano: Abbiategrasso, Albairate, Arluno, Assago, Bareggio, Basiano, Basiglio, Bellinzago Lombardo, Besate, Binasco, Boffalora sopra Ticino, Bubbiano, Buccinasco, Bussero, Calvignasco, Cambiago, Carpiano, Carugate, Casarile, Casorezzo, Cassano d'Adda, Cassina de' Pecchi, Cassinetta di Lugagnano, Cernusco sul Naviglio, Cerro al Lambro, Cesano Boscone, Cisliano, Cologno Monzese, Colturano, Corbetta, Corsico, Cusago, Dresano, Gaggiano, Gessate, Gorgonzola, Grezzago, Gudo Visconti, Inzago, Lacchiarella, Liscate, Locate di Triulzi, Magenta, Marcallo con Casone, Masate, Mediglia, Melegnano, Melzo, Mesero, Morimondo, Motta Visconti, Noviglio, Opera, Ossona, Ozzero, Pantigliate, Paullo, Peschiera Borromeo, Pessano con Bornago, Pieve Emanuele, Pioltello, Pozzo d'Adda, Pozzuolo Martesana, Robecco sul Naviglio, Rodano, Rosate, Rozzano, San Donato Milanese, San Giuliano Milanese, San Zenone al Lambro, Santo Stefano Ticino, Sedriano, Segrate, Settala, Trezzano Rosa, Trezzano sul Naviglio, Trezzo sull'Adda, Tribiano, Truccazzano, Vaprio d'Adda, Vermezzo con Zelo, Vernate, Vignate, Vimodrone, Vittuone, Vizzolo Predabissi e Zibido San Giacomo.
Il collegio è parte del collegio plurinominale Lombardia - 02.

## Eletti
| Elezione | Elezione | Deputato         | Partito           |
| -------- | -------- | ---------------- | ----------------- |
|          | 2022     | Ignazio La Russa | Fratelli d'Italia |

## Dati elettorali

### XIX legislatura
Come previsto dalla legge elettorale, 74 senatori sono eletti con sistema a maggioranza relativa in altrettanti collegi uninominali a turno unico.
| Candidati                                 | Candidati                               | Voti    | %     | Liste                          | Voti    | %     |
| ----------------------------------------- | --------------------------------------- | ------- | ----- | ------------------------------ | ------- | ----- |
|                                           | Ignazio Benito Maria La Russa ✔️ Eletto | 239 720 | 46,40 | Fratelli d'Italia              | 132 249 | 25,60 |
| Lega per Salvini Premier                  | Ignazio Benito Maria La Russa ✔️ Eletto | 239 720 | 46,40 | 60 809                         | 11,77   |       |
| Forza Italia                              | Ignazio Benito Maria La Russa ✔️ Eletto | 239 720 | 46,40 | 41 512                         | 8,04    |       |
| Noi moderati/Lupi - Toti - Brugnaro - UDC | Ignazio Benito Maria La Russa ✔️ Eletto | 239 720 | 46,40 | 5 150                          | 1,00    |       |
|                                           | Adriana Albini                          | 150 186 | 29,07 | Partito Democratico-IDP        | 106 277 | 20,57 |
| Alleanza Verdi e Sinistra                 | Adriana Albini                          | 150 186 | 29,07 | 20 941                         | 4,05    |       |
| +Europa                                   | Adriana Albini                          | 150 186 | 29,07 | 20 751                         | 4,02    |       |
| Impegno Civico - Centro Democratico       | Adriana Albini                          | 150 186 | 29,07 | 2 217                          | 0,43    |       |
|                                           | Marco Malinverno                        | 50 186  | 9,71  | Azione - Italia Viva - Calenda | 50 186  | 9,71  |
|                                           | Paola Pizzighini                        | 49 929  | 9,66  | Movimento 5 Stelle             | 49 929  | 9,66  |
|                                           | Giulia Ghetti                           | 9 690   | 1,88  | Italexit                       | 9 690   | 1,88  |
|                                           | Sara Maria Mastronicola                 | 6 919   | 1,34  | Unione Popolare                | 6 919   | 1,34  |
|                                           | Alda Marini                             | 5 852   | 1,13  | Italia Sovrana e Popolare      | 5 852   | 1,13  |
|                                           | Giuseppe Marzagalli                     | 3 536   | 0,68  | Vita                           | 3 536   | 0,68  |
|                                           | Samantha Deponti                        | 579     | 0,11  | Noi di Centro – Europeisti     | 579     | 0,11  |
| Totale                                    | Totale                                  | 516 597 | 100   |                                | 516 597 | 100   |
|                                           |                                         |         |       |                                |         |       |
| Voti non validi                           | Voti non validi                         | 19 151  | 3,57  |                                |         |       |
| Votanti                                   | Votanti                                 | 535 748 | 70,18 |                                |         |       |
| Elettori                                  | Elettori                                | 763 431 |       |                                |         |       |